# Љахавичи
Љахавичи или Љаховичи (блр. Ляхавічы; рус. Ляховичи) град је у западном делу Републике Белорусије. Административни је центар Љахавичког рејона Брестке области.
Према процени из 2012. у граду је живело 10.900 становника.

## Географија
Град је смештен у северном делу истоименог рејона, на месту где се река Ведзма улива у реку Шчару (део сливног подручја Њемена). Од административног центра области града Бреста удаљен је 225 км источно. Гроз град пролази железница на линији Баранавичи—Лунинец.

## Историја
Извесно је да је насеље Љахавичи постојало током XV века као једно од насељених места Литванске Кнежевине. Велики литвански књаз Жигмунд II Август насеље је 10. априла 1572. предао на управу вилњуском великашу Јану Ходкевичу чији син је насеље доцније претворио у град.
Након пропасти Пољско-литванске државе 1793. улази у састав Руске Империје. Према подацима из 1897. у насељу је живело нешто преко 5.000 људи.
Град се током Првог светског рата налазио на првој борбеној линији, а непосередно после рата долази прво под власт Немачке, а потом и Пољске (од 1919. до 1939). Године 1931. добија административни статус града у саставу Баранавичког повјата. У саставу Белоруске ССР је од 1939, а статус административног центра рејона има од 15. јануара 1940. године.
Јеврејска популација која је чинила већину становништва пре Другог светског рата, у току рата је готово истребљена од стране немачких нациста.

## Становништво
Према процени, у граду је 2012. живело 10.900 становника.
| 1959. | 1979. | 1989.  | 1999.  | 2009.  | 2012.  |
| ----- | ----- | ------ | ------ | ------ | ------ |
| 4.500 | 7.728 | 10.664 | 10.664 | 10.997 | 10.900 |